# وادي العرب
وادي العرب هو أحد الأودية في منطقة شرق الأردن التي تشكل ما يُعرف اليوم باسم المملكة الأردنية الهاشمية. يقع الوادي ضمن حدود محافظة إربد. ويعتبر الوادي مصباً للأودية القادمة من بيت رأس وهام، وهو بدوره يصب في نهر الأردن. ويقدر جريانه السنوي بحوالي 15 مليون مترا مكعبا. وقد بُني فيه سد وادي العرب.